# Памятник Шеину
Памятник Шеину — скульптурное изображение русского государственного и военного деятеля, ближнего боярина (с 1695), первого русского генералиссимуса (1696) Алексея Семеновича Шеина в городе Азове Ростовской области. Алексей Шеин принимал участие в крымских походах и по приказу царя подавлял стрелецкий бунт. В сражениях за Азов полководец получил высшее воинское звание. Памятник открыт 12 июня 2009 года. Авторами проекта стали заслуженный художник России М. А. Лушников; заслуженный художник России, член-корреспондент Академии художеств России В. П. Мокроусов.
Место расположения : исторический центр города Азова, около дома № 23 по ул. Московская.

## Памятник
12 июня 2009 году в городе Азове Ростовской области был открыт памятник первому русскому генералиссимусу, соратнику Петра Великого, боярину Алексею Семёновичу Шеину (1652—1700). Бронзовая фигура военного деятеля была установлена на постаменте в историческом центре Азова напротив музея. А. Шеин изображен стоящим с саблей в одной руке, одной ногой упирается в камень крепости. Высота памятника с постаментом — около 5 метров.
Вместе азовским памятником Петру, Азовской крепостью и краеведческим музеем он образует исторический комплекс, напоминающий о страницах летописи Азова и государства Российского. Надпись на памятнике гласит: Алексей Семенович Шеин первый российский генералиссимус (1652—1700).
Бронзовая фигура установлена в историческом центре Азова между Домом Ковалёва и 2-м корпусом Торговых Рядов.

## История
В 1695 и 1696 годах Петром I были предприняты Азовские походы — военные кампании России против Османской империи. В Азовском походе 1696 года А. С. Шеин возглавлял русские войска.
В результате боев русским войскам сдались гарнизон Азова и крепость Лютих, находившаяся при устье северного рукава Дона.
Воевода Шеин за заслуги во втором Азовском походе стал первым русским генералиссимусом.
Взятие Азова стало первой крупной победой России в войнах с Османской империей XVII в. Этот большой стратегический успех русских был закреплен в 1700 году Константинопольским мирным договором. Азов перестал являться северо-восточным оплотом имперских стремлений Турции, доступ к Азовскому морю на юге России стал открытым. В результате походов Россия получала Азов с прилегающей территорией и вновь построенными крепостями (Таганрог, Павловск, Миус) и перестала выплачивать ежегодную дань крымскому хану.